# Egotrap
Egotrap ist das dritte Studioalbum der deutschen Elektronik-Band Amnistia. Es wurde in den Kzwo Labs in Leipzig aufgenommen und produziert. Das Mastering erfolgte durch Krischan Jan Wesenberg.

## Titelliste (Album)
1. Init4 – 1:02
2. Sermon – 4:42
3. Egotrap – 4:07
4. Research – 4:22
5. Faceless – 4:36
6. Day Of Birth [2008 / 2:13] (feat. Klangstabil) – 3:39
7. Elements – 4:39
8. Gazing Eyes – 3:21
9. Kraft – 4:28
10. Film – 3:52
11. Absolute Nothingness (feat. [:SITD:]) – 4:23
12. Fading (Like A Cloud In A Storm) – 4:34
13. Gamble With A Lie – 6:10

## Titelliste (Bonus-CD)
1. Elements (Rotersand Rework) – 5:59
2. Sermon (PNE Remix) – 4:35
3. Egotrap (Empty Remix) 04:17
4. Research (amGod Remixxx) – 4:51
5. Sermon (Abuse Remix by Accessory) – 5:10
6. Red Coloured Emotions (Amnistia Modification) – 5:12
7. Research (FAS vs. DSTR Remix) – 4:21
8. Sermon (Dupont Remix) – 4:23
9. Elements (Retrospective by Depressive Disorder) – 5:16
10. Research (Blind Constrained Remix by Venetian Blind) – 5:13
11. Egotrap (Dark Moon RMX by To Avoid) – 4:37
12. Elements (Myer / Samardzic / Ullmann Remix) – 5:20

## Wiederveröffentlichung
Am 30. September 2011 erschien Egotrap als Standard-CD-Album. Die Bonus-CD war in der Neuauflage nicht mehr enthalten. Am 7. Februar 2012 erschien Egotrap beim russischen Label RAZGROM Music als russische Special Edition mit drei Bonus-Titeln.
- Elements (Rotersand Rework) *
- Research (Blind Constrained Remix By Venetian Blind) *
- Elements (Myer / Samardzic / Ullmann Remix) *

* ursprünglich auf der Bonus-CD der Erstauflage enthalten 